# ماثياس دي ويت
ماثياس دي ويت هو دراج بلجيكي، ولد في 29 مارس 1993 في بروج في بلجيكا.

## وصلات خارجية
- ماثياس دي ويت على موقع الاتحاد الدولي للدراجات (الإنجليزية)
- ماثياس دي ويت على موقع أرشيف الدراجات (الإنجليزية)
- ماثياس دي ويت على موقع إحصائيات الدراجات الإحترافية (الإنجليزية)
- ماثياس دي ويت على موقع نسبة الدراجات (الإنجليزية)